# The Third Antichrist
The Third Antichrist è un album dei Necrophobic del 1999.

## Tracce
1. Rise of the Infernal – 1:45
2. The Third of Arrivals – 4:18
3. Frozen Empire – 4:35
4. Into Armageddon – 4:37
5. Eye of the Storm – 4:58
6. The Unhallowed – 2:55
7. Isaz – 3:32
8. The Throne of Souls Possessed – 4:40
9. He Who Rideth in Rage – 4:12
10. Demonic – 5:30
11. One Last Step Into the Great Mist – 3:30

## Formazione
- Tobias Sidegård - voce, basso
- Sebastian Ramstedt - chitarra
- Martin Halfdan - chitarra
- Joakim Sterner - batteria